# 福岡県道248号元永高瀬線
福岡県道248号元永高瀬線（ふくおかけんどう248ごう もとながたかせせん）は、福岡県行橋市を通る一般県道である。

## 概要
市内元永から高瀬を結ぶ3 kmほどの短い県道である。

### 路線データ
- 起点：福岡県行橋市大字元永（福岡県道246号沓尾大橋線交点）
- 終点：福岡県行橋市大字高瀬（今井入口交差点、国道10号交点）

## 地理

### 通過する自治体
- 行橋市

### 交差する道路
| 交差する道路            | 交差する場所 | 交差する場所          |
| ----------------------- | ------------ | --------------------- |
| 福岡県道246号沓尾大橋線 | 大字元永     | 起点                  |
| 国道10号                | 大字高瀬     | 今井入口交差点 / 終点 |

### 沿線
- 行橋市立今元小学校
- 須佐神社